# هاريل بيك
هاريل بيك هي بلدية في بلجيكا، وبلدية بلجيكية مع امتيازات مدينة، تتبع فلاندرز الغربية، ودائرة كورتريك، تبلغ مساحتها 29٫14 كيلومتر مربع، رمزها البريدي هو 8530، و8531.

## الموقع
تشترك في الحدود مع:
- Oostrozebeke [الإنجليزية]‏
- Deerlijk [الإنجليزية]‏
- Waregem [الإنجليزية]‏
- Wielsbeke [الإنجليزية]‏
- Zwevegem [الإنجليزية]‏
- كورني
- كورتريك
- Lendelede [الإنجليزية]‏
- Ingelmunster [الإنجليزية]‏.

## أعلام
- بيتر بنوا